# Potenza Calcio 2024-2025
Questa voce raccoglie le informazioni riguardo al Potenza Calcio nelle competizioni ufficiali della stagione 2024-2025.

## Stagione
Dopo che nella stagione precedente aveva lottato per non retrocedere, salvandosi ai play-out, il Potenza si rivela essere una delle rivelazioni della nuova stagione, lottando per un posto nei play-off. Dopo 29 gare il Potenza è ottavo (alla pari del Benevento) con 46 punti, frutto di 12 vittorie, 11 pareggi e 6 sconfitte. La squadra si è distinta per la sua capacità offensiva (50 gol, con una media di 1,71 gol a partita) e il rendimento casalingo, subendo però 40 gol e ottenendo risultati più altalenanti in trasferta. Il Potenza rimane comunque in piena lotta play-off grazie alle 17 reti di Salvatore Caturano, alle 7 reti di Gianluca D'Auria, alle 6 reti di Emanuele Schimmenti e alle 3 di Antonis Siatounis, giocatori chiave e artefici di spicco di questo miglioramento rispetto alla stagione precedente.
Tra il 7 e il 12 marzo 2025, in seguito ad alcune violazioni amministrative, vengono escluse dal campionato prima il Taranto e poi la Turris; queste decisioni determinano l'annullamento delle partite disputate contro le due compagini, la conseguente perdita dei punti in classifica e di tutti i dati statistici che ne derivano, oltra alla cancellazione delle gare di ritorno. Ciò non cambia la posizione in classifica del Potenza, che rimane sesto in piena lotta play-off. Con diverse giornate d'anticipo il Potenza è aritmeticamente qualificato per i play-off, ma la sconfitta contro il Latina alla penultima giornata gli impedisce di raggiungere il terzo o quarto posto auspicati, dovendosi accontentare del settimo posto, affrontando in un derby lucano l'AZ Picerno nel primo turno dei play-off.

## Divise e sponsor
Per la stagione 2024-2025 e il secondo anno consecutivo lo sponsor tecnico è Adidas. Le divise da gioco sono le stesse dell'annata precedente: dunque la principale consta di una tradizionale palatura verticale rossa scura e blu, con dettagli in oro; le maniche sono in tinta unita rossa scura con bordi oro e blu. Al corpo sono accompagnati i pantaloncini blu con i calzettoni sempre rosso scuro. La tenuta da trasferta è invece interamente bianca con colletto blu scuro e dettagli in oro sulle spalle e sui pantaloncini. Le maniche sono per metà rosse scure e per l'altra blu, con le due parti separate di netto da una linea oro. Ai pantaloncini bordati di blu si aggiungono i calzettoni anch'essi bianchi ma rossi e oro nella parte alta.
La terza maglia è nera con dettagli oro su maniche, spalle, pantaloncini e calzettoni. Sul corpo è riportato in piccoli caratteri dorati uno stralcio del componimento La mia bella Patria del poeta e intellettuale lucano Rocco Scotellaro. Quest'ultimo completo è utilizzato anche dai portieri, che ne hanno inoltre a disposizione uno giallo e uno rosso. Sulla parte frontale della maglie da gara ci sono tre marchi: Cargo, OmniaWork Buildings e Sabia Design Center. Gli sleeve sponsor sono Valenzano e Nicodemo Arredamenti, mentre sul retro appaiono Fimel e Sabia Leonardo & C.
| Casa | Trasferta | Terza divisa |

## Organigramma societario
Dal sito internet ufficiale della società.
Area direttiva
- Presidente: Donato Macchia
- Amministratore delegato: Nicola Macchia

Area organizzativa
- Segretario generale: Vincenzo D'Ambrosio
- Team Manager: Paolo Fatigante
- Club Manager: Carmine Tramutola
- Revisore dei conti: Fabio Santarcangelo
- Delegato gestione eventi: Gianluigi Casaburi
- Vice delegato gestione eventi: Miriana Casaburi
- Magazzinieri: Mario Romaniello, Rocco Barra

Area comunicazione
- Responsabile: Michele Cignarale
- Ufficio Stampa, Social Media Manager: Mario Pesarini
- Merchandising: Domenico Sangiacomo
- Graphic Designer: Luca Sanchirico
- Fotografo: Nicola Remollino
- SLO: Antonio Soldo

Area tecnica
- Direttore sportivo: Vincenzo De Vito
- Allenatore: Pietro De Giorgio
- Allenatore in seconda: Gerardo Alfano
- Collaboratore tecnico: Luzayadio Bangu
- Preparatori atletici: Roberto De Luce, Domenico Bronzi
- Preparatore dei portieri: Antonio Macrì
- Match Analyst: Giorgio Di Pasquale

Area sanitaria
- Responsabile: Francesco Miele
- Medici sociali: Antonio Sacco, Lorenzo Passarelli
- Staff riabilitativo: Andrea Marino, Sabino Carovigno, Alessandro Pesce, Federico Ragione, Giuseppe Triunfo

## Rosa
Dal sito internet ufficiale della società.
| N. |                    | Ruolo | Calciatore                    |
| -- | ------------------ | ----- | ----------------------------- |
| 2  | Italia (bandiera)  | D     | Vincenzo Galletta             |
| 4  | Italia (bandiera)  | C     | Lorenzo Ferro                 |
| 5  | Brasile (bandiera) | C     | Lucas Felippe                 |
| 6  | Italia (bandiera)  | D     | Cristian Riggio               |
| 7  | Italia (bandiera)  | A     | Gianluca D'Auria              |
| 8  | Italia (bandiera)  | C     | Manuele Castorani             |
| 9  | Italia (bandiera)  | A     | Salvatore Caturano (capitano) |
| 10 | Italia (bandiera)  | A     | Andrea Di Grazia              |
| 10 | Italia (bandiera)  | C     | Marco Firenze                 |
| 11 | Italia (bandiera)  | A     | Mattia Rossetti               |
| 14 | Italia (bandiera)  | D     | Luca Milesi                   |
| 15 | Italia (bandiera)  | A     | Gabriele Selleri              |
| 16 | Italia (bandiera)  | D     | Andrea Sbraga                 |
| 17 | Italia (bandiera)  | A     | Luca Mazzeo                   |
| 18 | Italia (bandiera)  | C     | Pasquale Mazzocchi            |
| 19 | Italia (bandiera)  | D     | Giacomo Sciacca               |

| N. |                   | Ruolo | Calciatore                       |
| -- | ----------------- | ----- | -------------------------------- |
| 20 | Italia (bandiera) | A     | Mario Vilardi                    |
| 21 | Italia (bandiera) | C     | Emanuele Schimmenti              |
| 22 | Italia (bandiera) | P     | Fabrizio Alastra (vice capitano) |
| 23 | Italia (bandiera) | D     | Francesco Rillo                  |
| 24 | Italia (bandiera) | P     | Tommaso Cucchietti               |
| 26 | Italia (bandiera) | D     | Bruno Verrengia                  |
| 27 | Italia (bandiera) | C     | Bilal Erradi                     |
| 28 | Italia (bandiera) | A     | Giampaolo Ragone                 |
| 29 | Italia (bandiera) | D     | Matteo Bachini                   |
| 30 | Italia (bandiera) | A     | Luca Petrungaro                  |
| 31 | Grecia (bandiera) | C     | Antonis Siatounis                |
| 33 | Italia (bandiera) | P     | Pier Francesco Galiano           |
| 35 | Italia (bandiera) | D     | Mattia Novella                   |
| 66 | Italia (bandiera) | D     | Riccardo Burgio                  |
| 77 | Italia (bandiera) | C     | Matteo Ghisolfi                  |
| 94 | Italia (bandiera) | A     | Marco Rosafio                    |

## Calciomercato

### Sessione estiva(dal 01/07 al 31/08)
| Acquisti         | Acquisti            | Acquisti  | Acquisti                         |
| R.               | Nome                | da        | Modalità                         |
| ---------------- | ------------------- | --------- | -------------------------------- |
| D                | Giacomo Sciacca     |           | svincolato                       |
| D                | Luca Milesi         |           | svincolato                       |
| D                | Mattia Novella      |           | svincolato                       |
| D                | Cristian Riggio     | Taranto   | definitivo                       |
| D                | Vincenzo Galletta   |           | svincolato                       |
| D                | Francesco Rillo     | Benevento | prestito                         |
| C                | Marco Firenze       |           | svincolato                       |
| C                | Bilal Erradi        |           | svincolato                       |
| C                | Emanuele Schimmenti |           | svincolato                       |
| C                | Matteo Ghisolfi     | Cremonese | definitivo                       |
| C                | Lorenzo Ferro       |           | svincolato                       |
| C                | Lucas Felippe       | Crotone   | prestito con diritto di riscatto |
| A                | Marco Rosafio       | SPAL      | definitivo                       |
| A                | Gianluca D'Auria    | Turris    | definitivo                       |
| A                | Gabriele Selleri    | Pontedera | definitivo                       |
| A                | Mario Vilardi       | Napoli    | prestito                         |
| Altre operazioni |                     |           |                                  |
| R.               | Nome                | da        | Modalità                         |
| P                | Manuel Gasparini    | Pescara   | fine prestito                    |
| C                | Mario Prezioso      | Ancona    | fine prestito                    |

| Cessioni         | Cessioni                | Cessioni           | Cessioni                       |
| R.               | Nome                    | a                  | Modalità                       |
| ---------------- | ----------------------- | ------------------ | ------------------------------ |
| P                | Manuel Gasparini        | Union Clodiense CS | definitivo                     |
| P                | Alexander Iacovino      | Fidelis Andria     | prestito                       |
| D                | Cristian Hadžiosmanović |                    | svincolato                     |
| D                | Nicolò Armini           | Crotone            | definitivo                     |
| D                | Federico Pace           |                    | svincolato                     |
| D                | Andrea Sbraga           | Pro Vercelli       | definitivo                     |
| D                | Alessandro Calvosa      | Livorno            | prestito                       |
| D                | Rosario Maddaloni       |                    | svincolato                     |
| C                | Kevin Candellori        |                    | svincolato                     |
| C                | Edoardo Saporiti        | Lucchese           | definitivo                     |
| C                | Mario Prezioso          | Campobasso         | definitivo                     |
| C                | Demetrio Steffè         |                    | svincolato                     |
| A                | Andrea Di Grazia        |                    | rescissione consensuale        |
| A                | Giovanni Volpe          |                    | svincolato                     |
| A                | Raúl Asencio            |                    | rescissione consensuale        |
| Altre operazioni |                         |                    |                                |
| R.               | Nome                    | a                  | Modalità                       |
| D                | Andrea Hristov          | Cosenza            | fine prestito                  |
| D                | Riccardo Spaltro        | Crotone            | fine prestito                  |
| D                | Matteo Marchisano       | Napoli             | fine prestito                  |
| C                | Francesco Maisto        | Avellino           | fine prestito                  |
| A                | Pasquale Riccardi       | Sorrento           | diritto di riscatto esercitato |

### Sessione invernale(dal 02/01 al 03/02)
| Acquisti | Acquisti          | Acquisti       | Acquisti                       |
| R.       | Nome              | da             | Modalità                       |
| -------- | ----------------- | -------------- | ------------------------------ |
| D        | Matteo Bachini    | SPAL           | definitivo                     |
| D        | Bruno Verrengia   | Catanzaro      | prestito                       |
| C        | Lucas Felippe     | Crotone        | diritto di riscatto esercitato |
| C        | Antonis Siatounis | Virtus Entella | definitivo                     |
| C        | Nico Valisena     | Sampdoria      | definitivo                     |
| A        | Luca Petrungaro   | Messina        | definitivo                     |

| Cessioni         | Cessioni          | Cessioni           | Cessioni                         |
| R.               | Nome              | a                  | Modalità                         |
| ---------------- | ----------------- | ------------------ | -------------------------------- |
| D                | Bruno Verrengia   | Catanzaro          | definitivo                       |
| D                | Vincenzo Galletta | Giugliano          | prestito                         |
| C                | Marco Firenze     | Union Clodiense CS | definitivo                       |
| A                | Mattia Rossetti   | Sorrento           | prestito con diritto di riscatto |
| Altre operazioni |                   |                    |                                  |
| R.               | Nome              | a                  | Modalità                         |
| A                | Mario Vilardi     | Napoli             | fine prestito                    |

### Operazioni esterne alle sessioni
| Acquisti | Acquisti | Acquisti | Acquisti |
| R.       | Nome     | da       | Modalità |
| -------- | -------- | -------- | -------- |

| Cessioni | Cessioni               | Cessioni | Cessioni                |
| R.       | Nome                   | a        | Modalità                |
| -------- | ---------------------- | -------- | ----------------------- |
| C        | Pasquale Schiattarella |          | rescissione consensuale |

## Risultati

### Serie C

#### Girone di andata
| Arbitro: | Allegretta (Molfetta) |

|                     |           |                              |
| Anatriello 50’, 55’ | Marcatori | 29’ Caturano 90+6’ Verrengia |

| Arbitro: | Poli (Verona) |

|                          |           |  |
| Caturano 29’ D'Auria 66’ | Marcatori |  |

| Arbitro: | Tona Mbei (Cuneo) |

|                                        |           |             |
| Acampora 3’, 25’ Talia 35’ Manconi 76’ | Marcatori | 40’ D'Auria |

| Arbitro: | Lovison (Padova) |

|                |           |  |
| Schimmenti 79’ | Marcatori |  |

| Arbitro: | Burlando (Genova) |

|  |           |              |
|  | Marcatori | 73’ Caturano |

| Arbitro: | Rinaldi (Bassano del Grappa) |

|              |           |                                                    |
| Caturano 40’ | Marcatori | 7’ Fall 12’ Silvestri 63’ Bifulco 75’, 77’ Lescano |

| Arbitro: | Grasso (Ariano Irpino) |

|                                          |           |                        |
| Caturano 42’ Schimmenti 58’ Ghisolfi 80’ | Marcatori | 19’, 44’, 47’ G. Gómez |

| Arbitro: | Baratta (Rossano) |

|                         |           |                                          |
| Palumbo 2’ Da Graca 62’ | Marcatori | 21’ Schimmenti 43’ D'Auria 49’ Castorani |

| Arbitro: | Manedo Mazzoni (Prato) |

|                     |           |              |
| Caturano 31’ (rig.) | Marcatori | 80’ Emmausso |

| Arbitro: | Mirabella (Napoli) |

|                 |           |                |
| Bernardotto 75’ | Marcatori | 55’ Schimmenti |

| Cava de' Tirreni 26 ottobre 2024, ore 15:00 CEST 11ª giornata | Cavese         | 0 – 0 referto | Potenza | Simonetta Lamberti (2 000 spett.)\| Arbitro: \| Renzi (Pesaro) \| |
| Arbitro:                                                      | Renzi (Pesaro) |               |         |                                                                   |

| Arbitro: | Frasynyak (Gallarate) |

|                                                                      |           |  |
| Selleri 38’ D'Auria 43’ (rig.) Felippe 62’ Milesi 69’ Schimmenti 79’ | Marcatori |  |

| Arbitro: | Zanotti (Rimini) |

|                          |           |                  |
| Leonetti 18’ Minesso 60’ | Marcatori | 39’, 50’ D'Auria |

| Potenza 10 novembre 2024, ore 12:30 CET 14ª giornata | Potenza             | 0 – 0 referto | Avellino | Alfredo Viviani (3 524 spett.)\| Arbitro: \| Ramondino (Palermo) \| |
| Arbitro:                                             | Ramondino (Palermo) |               |          |                                                                     |

| Arbitro: | Sfira (Pordenone) |

|                   |           |                   |
| Njambè 44’ (rig.) | Marcatori | 50’, 75’ Caturano |

| Arbitro: | Madonia (Palermo) |

|  |           |               |
|  | Marcatori | 53’ Grandolfo |

| Caserta 1º dicembre 2024, ore 15:00 CET 17ª giornata | Casertana                | 0 – 0 referto | Potenza | Alberto Pinto (1 000 spett.)\| Arbitro: \| Dini (Città di Castello) \| |
| Arbitro:                                             | Dini (Città di Castello) |               |         |                                                                        |

| Arbitro: | Angelillo (Nola) |

|                                                    |           |              |
| Caturano 6’ (rig.), 64’ Rosafio 53’, 55’ Rillo 58’ | Marcatori | 47’ Riccardi |

| Arbitro: | Gavini (Aprilia) |

|  |           |                   |
|  | Marcatori | 70’, 81’ Caturano |

#### Girone di ritorno
| Arbitro: | Ubaldi (Roma 1) |

|                           |           |                |
| Rosafio 66’ Castorani 76’ | Marcatori | 14’ Petrungaro |

| Torre del Greco 5 gennaio 2025, ore 17:30 CET 21ª giornata | Turris            | – n.d. referto | Potenza | Amerigo Liguori (1 402 spett.)\| Arbitro: \| Di Loreto (Terni) \| |
| Arbitro:                                                   | Di Loreto (Terni) |                |         |                                                                   |

| Arbitro: | Zanotti (Rimini) |

|                               |           |  |
| Caturano 56’, 61’ Selleri 90’ | Marcatori |  |

| Arbitro: | Burlando (Genova) |

|  |           |                                |
|  | Marcatori | 5’ Felippe 49’ (rig.) Caturano |

| Arbitro: | Pezzopane (L'Aquila) |

|             |           |                              |
| Rosafio 31’ | Marcatori | 15’ Salvemini 90’ Martinelli |

| Arbitro: | De Angeli (Milano) |

|                                    |           |                             |
| Anatriello 6’, 12’, 40’ Ongaro 82’ | Marcatori | 9’ Siatounis 88’ Petrungaro |

| Arbitro: | Leone (Barletta) |

|                                             |           |             |
| Tumminello 25’, 74’ G. Gómez 60’ Murano 77’ | Marcatori | 87’ D'Auria |

| Arbitro: | Grasso (Ariano Irpino) |

|                |           |                |
| Schimmenti 74’ | Marcatori | 80’ Afena-Gyan |

| Arbitro: | Diop (Treviglio) |

|                         |           |                                                |
| Zunno 36’ Gala 38’, 48’ | Marcatori | 2’, 68’ Siatounis 20’ Petrungaro 89’ L. Mazzeo |

| Arbitro: | Turrini (Firenze) |

|                          |           |                            |
| Caturano 10’, 55’ (rig.) | Marcatori | 22’ Nicoletti 31’ Maiorino |

| Arbitro: | Di Francesco (Ostia Lido) |

|                              |           |                       |
| Schimmenti 3’ Petrungaro 30’ | Marcatori | 37’, 66’ (rig.) Fella |

| Francavilla Fontana 12 marzo 2025, ore 20:45 CET 31ª giornata | Taranto | – n.d. | Potenza | Nuovarredo Arena |

| Arbitro: | Luongo (Frattamaggiore) |

|                                         |           |            |
| Caturano 15’ Schimmenti 25’ Felippe 31’ | Marcatori | 83’ Grande |

| Arbitro: | Mucera (Palermo) |

|              |           |  |
| R. Russo 76’ | Marcatori |  |

| Arbitro: | Aldi (Lanciano) |

|                                                                |           |                                                    |
| Novella 12’ Caturano 25’ (rig.) Schimmenti 74’ L. Mazzeo 90+8’ | Marcatori | 27’, 55’ (rig.) Del Sole 36’ D'Agostino 90’ Njambè |

| Monopoli 6 aprile 2025, ore 15:00 CEST 35ª giornata | Monopoli           | 0 – 0 referto | Potenza | Vito Simone Veneziani (2 666 spett.)\| Arbitro: \| Silvestri (Roma 1) \| |
| Arbitro:                                            | Silvestri (Roma 1) |               |         |                                                                          |

| Arbitro: | Ancora (Roma 1) |

|                           |           |            |
| Castorani 48’ Rosafio 72’ | Marcatori | 55’ Bunino |

| Arbitro: | Ramondino (Palermo) |

|           |           |  |
| Bočić 89’ | Marcatori |  |

| Arbitro: | Di Reda (Molfetta) |

|               |           |                       |
| Castorani 66’ | Marcatori | 13’ Raimo 90’ Inglese |

#### Play-off
| Arbitro: | Mirabella (Napoli) |

|                           |           |  |
| Petrungaro 51’ Riggio 72’ | Marcatori |  |

| Arbitro: | Allegretta (Molfetta) |

|             |           |  |
| Inglese 88’ | Marcatori |  |

### Coppa Italia Serie C

#### Turni eliminatori
| Arbitro: | Castellano (Nichelino) |

|              |           |  |
| Caturano 21’ | Marcatori |  |

| Arbitro: | Restaldo (Ivrea) |

|           |           |                         |
| Prisco 1’ | Marcatori | 13’ D'Auria 71’ Felippe |

#### Fase finale
| Arbitro: | Vingo (Pisa) |

|                                             |                      |                                          |
| Ferro 45+2’                                 | Marcatori            | 90+4’ Silletti                           |
| Caturano Rosafio Castorani Selleri Ghisolfi | Tiri di rigore 4 – 5 | Rolando Dipinto Gigliotti Bumbu Silletti |

## Statistiche
Statistiche aggiornate al 7 maggio 2025.

### Statistiche di squadra
| Competizione         | Punti | In casa | In casa | In casa | In casa | In casa | In casa | In trasferta | In trasferta | In trasferta | In trasferta | In trasferta | In trasferta | Totale | Totale | Totale | Totale | Totale | Totale | DR |
| Competizione         | Punti | G       | V       | N       | P       | Gf      | Gs      | G            | V            | N            | P            | Gf           | Gs           | G      | V      | N      | P      | Gf     | Gs     | DR |
| -------------------- | ----- | ------- | ------- | ------- | ------- | ------- | ------- | ------------ | ------------ | ------------ | ------------ | ------------ | ------------ | ------ | ------ | ------ | ------ | ------ | ------ | -- |
| Serie C              | 49    | 17+1    | 6+1     | 7       | 4       | 32+2    | 27      | 17+1         | 6            | 6            | 5+1          | 23           | 25+1         | 34+2   | 12+1   | 13     | 9+1    | 55+2   | 52+1   | +4 |
| Coppa Italia Serie C | -     | 2       | 1       | 0       | 1       | 2       | 1       | 1            | 1            | 0            | 0            | 2            | 1            | 3      | 2      | 0      | 1      | 4      | 2      | +2 |
| Totale               | -     | 20      | 8       | 7       | 5       | 36      | 28      | 19           | 7            | 6            | 6            | 25           | 27           | 39     | 15     | 13     | 11     | 61     | 55     | +6 |

### Andamento in campionato
| Giornata  | 1 | 2  | 3  | 4  | 5 | 6 | 7  | 8 | 9 | 10 | 11 | 12 | 13 | 14 | 15 | 16 | 17 | 18 | 19 | 20 | 21 | 22 | 23 | 24 | 25 | 26 | 27 | 28 | 29 | 30 | 31 | 32 | 33 | 34 | 35 | 36 | 37 | 38 |
| --------- | - | -- | -- | -- | - | - | -- | - | - | -- | -- | -- | -- | -- | -- | -- | -- | -- | -- | -- | -- | -- | -- | -- | -- | -- | -- | -- | -- | -- | -- | -- | -- | -- | -- | -- | -- | -- |
| Luogo     | T | C  | T  | C  | T | C | C  | T | C | T  | T  | C  | T  | C  | T  | C  | T  | C  | T  | C  | T  | C  | T  | C  | T  | T  | C  | T  | C  | C  | T  | C  | T  | C  | T  | C  | T  | C  |
| Risultato | N | A  | P  | V  | V | P | N  | V | N | N  | N  | A  | N  | N  | V  | P  | N  | V  | V  | V  | A  | V  | V  | P  | P  | P  | N  | V  | N  | N  | A  | V  | P  | N  | N  | V  | P  | P  |
| Posizione | 6 | 10 | 16 | 11 | 7 | 9 | 10 | 8 | 8 | 9  | 10 | 11 | 10 | 12 | 8  | 11 | 11 | 9  | 5  | 5  | 5  | 5  | 5  | 5  | 5  | 6  | 6  | 6  | 6  | 6  | 6  | 6  | 7  | 7  | 8  | 7  | 7  | 7  |

Fonte:  Classifica Serie C Girone C, su tuttocampo.it.
Legenda:

Luogo: C = Casa; T = Trasferta. Risultato: V = Vittoria; N = Pareggio; P = Sconfitta.

### Statistiche dei giocatori
Sono in corsivo i calciatori che hanno lasciato la squadra a stagione in corso.
| Giocatore     | Serie C  | Serie C | Serie C     | Serie C    | Coppa Italia Serie C | Coppa Italia Serie C | Coppa Italia Serie C | Coppa Italia Serie C | Totale   | Totale | Totale      | Totale     |
| Giocatore     | Presenze | Reti    | Ammonizioni | Espulsioni | Presenze             | Reti                 | Ammonizioni          | Espulsioni           | Presenze | Reti   | Ammonizioni | Espulsioni |
| ------------- | -------- | ------- | ----------- | ---------- | -------------------- | -------------------- | -------------------- | -------------------- | -------- | ------ | ----------- | ---------- |
| F. Alastra    | 29+2     | -41+1   | 2           | 0          | 0                    | -0                   | 0                    | 0                    | 31       | -40    | 2           | 0          |
| M. Bachini    | 5+2      | 0       | 1           | 0          | 0                    | 0                    | 0                    | 0                    | 7        | 0      | 1           | 0          |
| R. Burgio     | 23+2     | 0       | 1           | 0          | 2                    | 0                    | 0                    | 0                    | 27       | 0      | 1           | 0          |
| M. Castorani  | 30+2     | 4       | 9           | 0          | 3                    | 0                    | 1                    | 0                    | 35       | 4      | 10          | 0          |
| S. Caturano   | 31+2     | 18      | 4           | 0          | 3                    | 1                    | 0                    | 0                    | 36       | 19     | 4           | 0          |
| T. Cucchietti | 5        | -11     | 2           | 0          | 3                    | -2                   | 0                    | 0                    | 8        | -13    | 2           | 0          |
| G. D'Auria    | 15+2     | 5       | 0           | 0          | 3                    | 1                    | 0                    | 0                    | 20       | 6      | 0           | 0          |
| A. Di Grazia  | 0        | 0       | 0           | 0          | 2                    | 0                    | 0                    | 0                    | 2        | 0      | 0           | 0          |
| B. Erradi     | 31+2     | 0       | 11+1        | 0          | 3                    | 0                    | 0                    | 0                    | 36       | 0      | 12          | 0          |
| L. Felippe    | 30+2     | 2       | 7           | 1          | 2                    | 1                    | 1                    | 0                    | 34       | 3      | 8           | 1          |
| L. Ferro      | 19+1     | 0       | 4           | 0          | 2                    | 1                    | 1                    | 0                    | 22       | 1      | 5           | 0          |
| M. Firenze    | 9        | 0       | 0           | 0          | 2                    | 0                    | 0                    | 0                    | 11       | 0      | 0           | 0          |
| V. Galletta   | 3        | 0       | 0           | 0          | 1                    | 0                    | 0                    | 0                    | 4        | 0      | 0           | 0          |
| M. Ghisolfi   | 19       | 1       | 4           | 1          | 3                    | 0                    | 1                    | 0                    | 22       | 1      | 5           | 1          |
| L. Mazzeo     | 9+1      | 2       | 3           | 0          | 0                    | 0                    | 0                    | 0                    | 10       | 2      | 3           | 0          |
| P. Mazzocchi  | 1        | 0       | 0           | 0          | 0                    | 0                    | 0                    | 0                    | 1        | 0      | 0           | 0          |
| L. Milesi     | 20+1     | 0       | 0           | 0          | 0                    | 0                    | 0                    | 0                    | 21       | 0      | 0           | 0          |
| M. Novella    | 27       | 1       | 8           | 1          | 2                    | 0                    | 1                    | 0                    | 29       | 1      | 9           | 1          |
| L. Petrungaro | 15+2     | 3+1     | 0           | 0          | 0                    | 0                    | 0                    | 0                    | 17       | 4      | 0           | 0          |
| G. Ragone     | 2        | 0       | 0           | 0          | 0                    | 0                    | 0                    | 0                    | 2        | 0      | 0           | 0          |
| F. Rillo      | 22       | 1       | 6           | 0          | 2                    | 0                    | 0                    | 0                    | 24       | 1      | 6           | 0          |
| C. Riggio     | 22+2     | 0+1     | 4+1         | 0          | 1                    | 0                    | 0                    | 0                    | 25       | 1      | 5           | 0          |
| M. Rosafio    | 28+2     | 5       | 2+1         | 0          | 1                    | 0                    | 0                    | 0                    | 31       | 5      | 3           | 0          |
| M. Rossetti   | 7        | 0       | 0           | 0          | 2                    | 0                    | 0                    | 0                    | 9        | 0      | 0           | 0          |
| A. Sbraga     | 0        | 0       | 0           | 0          | 1                    | 0                    | 0                    | 0                    | 1        | 0      | 0           | 0          |
| E. Schimmenti | 32+1     | 8       | 7           | 1          | 1                    | 0                    | 0                    | 0                    | 34       | 8      | 7           | 1          |
| G. Sciacca    | 18       | 0       | 4           | 0          | 3                    | 0                    | 1                    | 0                    | 21       | 0      | 5           | 0          |
| G. Selleri    | 19+1     | 1       | 2           | 1          | 1                    | 0                    | 0                    | 0                    | 21       | 1      | 2           | 1          |
| A. Siatounis  | 14+1     | 3       | 2           | 1          | 0                    | 0                    | 0                    | 0                    | 15       | 3      | 2           | 1          |
| B. Verrengia  | 32+2     | 1       | 2+1         | 0          | 3                    | 0                    | 2                    | 0                    | 37       | 1      | 5           | 0          |
| M. Vilardi    | 9        | 0       | 0           | 0          | 2                    | 0                    | 1                    | 0                    | 11       | 0      | 1           | 0          |